# Box-office Canada et États-Unis - 1er Week End
Pour un article plus général, voir Box-office par années.
Voici des films sortis en 2013 et ayant dépassé 20 000 000 $ lors de leur première sortie du week-end.
Sur fond jaune : Films classés numéro un lors de leur premier Week End.
| Rang | Titre                                                         | Recettes     |
| ---- | ------------------------------------------------------------- | ------------ |
| 1    | Iron Man 3                                                    | $174,144,585 |
| 2    | Man of Steel                                                  | $116,619,362 |
| 3    | Fast and Furious 6                                            | $97,375,245  |
| 4    | Moi, moche et méchant 2                                       | $83,517,315  |
| 5    | Monstres Academy                                              | $82,429,469  |
| 6    | Le Monde fantastique d'Oz                                     | $79,110,453  |
| 7    | Star Trek Into Darkness                                       | $70,165,559  |
| 8    | World War Z                                                   | $66,411,834  |
| 9    | Gatsby le Magnifique                                          | $50,085,185  |
| 10   | Les Croods                                                    | $43,639,736  |
| 11   | Very Bad Trip 3                                               | $41,671,198  |
| 12   | Copains pour toujours 2                                       | $40,764,435  |
| 13   | G.I. Joe : Conspiration                                       | $40,501,814  |
| 14   | Les Flingueuses                                               | $39,115,043  |
| 15   | Pacific Rim                                                   | $37,285,325  |
| 16   | Oblivion                                                      | $37,054,485  |
| 17   | Arnaque à la carte                                            | $34,551,025  |
| 18   | American Nightmare                                            | $34,058,360  |
| 18   | Epic : La Bataille du royaume secret                          | $33,531,068  |
| 19   | La Chute de la Maison Blanche                                 | $30,373,794  |
| 20   | Insaisissables                                                | $29,350,389  |
| 21   | Lone Ranger, naissance d'un héros                             | $29,210,849  |
| 22   | Mama                                                          | $28,402,310  |
| 23   | After Earth                                                   | $27,520,040  |
| 24   | 42                                                            | $27,487,144  |
| 25   | Jack le chasseur de géants                                    | $27,202,226  |
| 26   | Evil Dead                                                     | $25,775,847  |
| 27   | White House Down                                              | $24,852,258  |
| 28   | Die Hard : Belle journée pour mourir                          | $24,834,845  |
| 29   | Texas Chainsaw 3D                                             | $21,641,679  |
| 30   | Tyler Perry's Temptation: Confessions of a Marriage Counselor | $21,641,679  |
| 31   | Safe Haven                                                    | $21,401,594  |
| 32   | C'est la fin                                                  | $20,719,162  |
| 33   | Warm Bodies                                                   | $20,353,967  |
| 34   | Pain and Gain                                                 | $20,244,505  |